# Alfred Douglas

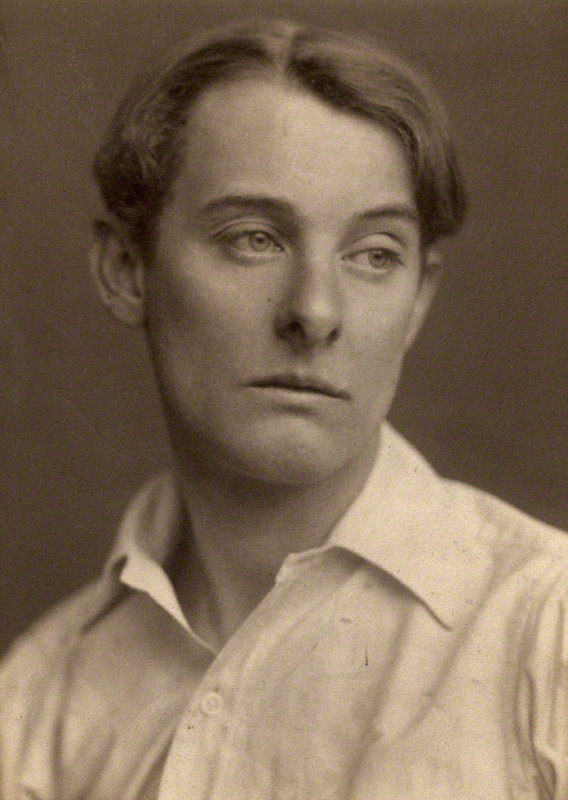
Alfred Douglas (1903)

Alfred Bruce Douglas, Bosie (ur. 22 października 1870 w Worcestershire, zm. 20 marca 1945 w Lancing) – brytyjski pisarz, poeta, tłumacz. 
Alfred Douglas był kochankiem Oscara Wilde’a. Prawdopodobnie o nim napisał poemat „The Two Loves”, który został użyty w procesie przeciwko Wilde'owi przez ojca Alfreda.
W filmie Wilde. Historia pisarza (1997) rolę Alfreda Douglasa zagrał Jude Law.

## Poezja
- Poems (1896)
- Tails with a Twist 'by a Belgian Hare' (1898)
- The City of the Soul (1899)
- The Duke of Berwick (1899)
- The Placid Pug (1906)
- The Pongo Papers and the Duke of Berwick (1907)
- Sonnets (1909)
- The Collected Poems of Lord Alfred Douglas (1919)
- In Excelsis (1924)
- The Complete Poems of Lord Alfred Douglas (1928)
- Sonnets (1935)
- Lyrics (1935)
- The Sonnets of Lord Alfred Douglas (1943)